# Blöße (Gerben)

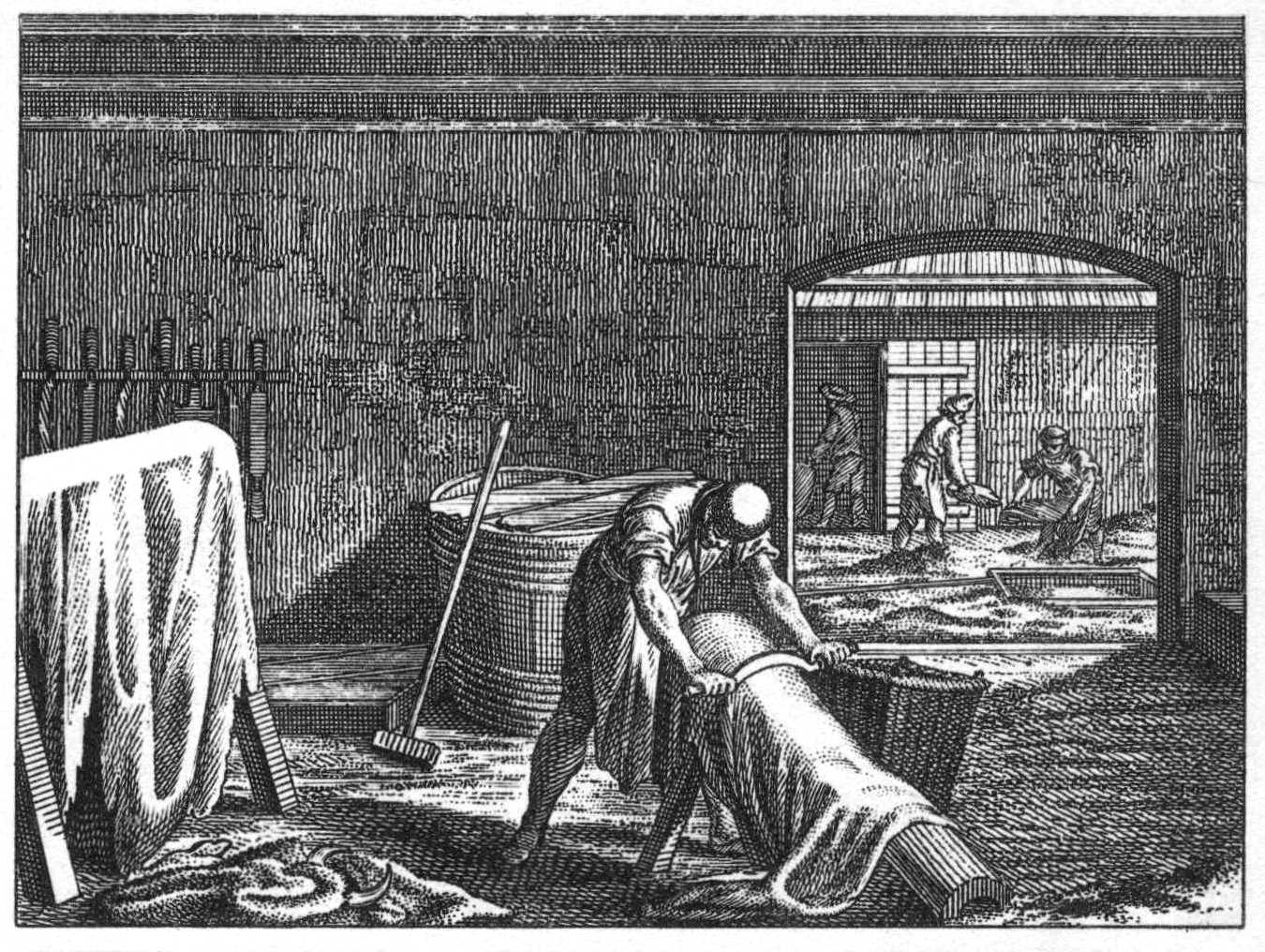
Handwerker bei der manuellen Enthaarung oder Entfleischung zur Gewinnung der Blöße mit dem Schereisen auf dem Gerberbaum in der Wasserwerkstatt einer Gerberei. Im Hintergrund weitere Handwerker, die Blößen in eine Gerbgrube legen.

Als Blöße wird in der Gerberei die zur Gewinnung von Leder oder Pergament vorbereitete Tierhaut bezeichnet, anders als die auch als Blöße oder Kahlauer bezeichneten Kahlstellen in der Pelzbranche. Blößen sind in der Gerberei demzufolge ein Vorprodukt der handwerklichen oder industriellen Technologie, in deren Verlaufe mittels der Einwirkung von Gerbstoffen auf so behandelte Häute diese haltbar gemacht und dadurch für eine weitere Verarbeitung zu finalen Produkten erschlossen werden. Die Arbeitsschritte zur Gewinnung von Blößen erfolgen in der Wasserwerkstatt, welche ein Teil des Gerbereibetriebes ist.
Von Blößen wird jedoch erst gesprochen, wenn die Tierhaut von ihren Haaren auf der Oberseite und Fleischanteilen an der Unterseite (auch Fleischseite oder Aasseite genannt) entblößt wurde. Im technologischen Ablauf zuvor werden die Begriffe „Haut“ oder „Rohhaut“ verwendet.